# Władimir Żygalin
Władimir Fiodorowicz Żygalin (ros. Владимир Фёдорович Жигалин, ur. 18 lutego?/3 marca 1907 w Petersburgu, zm. 3 listopada 1990 w Moskwie) – radziecki polityk, minister budowy maszyn ciężkich, transportowych i energetycznych ZSRR (1965–1975), Bohater Pracy Socjalistycznej (1977).

## Życiorys
W latach 1923–1928 uczeń technikum mechanicznego w Piotrogrodzie/Leningradzie, 1928–1929 i 1930–1931 studiował w Leningradzkim Instytucie Mechanicznym, 1929–1930 odbywał służbę w Armii Czerwonej. W latach 1930–1931 starszy majster w Leningradzkim Oddziale Zjednoczenia Maszynowego Najwyższej Rady Gospodarki Narodowej, 1931–1938 kierownik warsztatu w zakładzie im. Kirowa, główny inżynier zakładu "Krasnyj Mietalist" w Leningradzie, 1938–1940 dyrektor tego zakładu. W latach 1940–1945 szef wydziału Ludowego Komisariatu Budowy Maszyn Ciężkich ZSRR, od grudnia 1945 do czerwca 1949 zastępca ludowego komisarza/ministra budowy maszyn ciężkich ZSRR, od czerwca 1949 do marca 1953 I zastępca ministra budowy maszyn ciężkich ZSRR, 1953–1954 członek Kolegium Ministerstwa Budowy Maszyn Transportowych i Ciężkich ZSRR, 1954–1957 zastępca ministra budowy maszyn ciężkich ZSRR, od czerwca 1957 do lutego 1960 zastępca przewodniczącego, a od lutego 1960 do maja 1961 przewodniczący Sownarchozu Moskiewskiego Miejskiego Ekonomicznego Rejonu Administracyjnego. Od maja do października 1961 I zastępca przewodniczącego tego Sownarchozu, a od października 1961 do marca 1963 ponownie jego przewodniczący. Od 31 października 1961 do 16 listopada 1964 zastępca członka KC KPZR, od marca 1963 do 2 października 1965 I zastępca przewodniczącego Sownarchozu ZSRR w randze ministra ZSRR, od 16 listopada 1964 do 25 lutego 1986 członek KC KPZR, od 2 października 1965 do 28 maja 1975 minister budowy maszyn ciężkich, transportowych i energetycznych ZSRR, od 28 maja 1975 do 8 kwietnia 1983 minister przemysłu budowy maszyn ciężkich i transportowych ZSRR, następnie na emeryturze. W latach 1962–1984 deputowany do Rady Najwyższej ZSRR od 6 do 10 kadencji.

## Odznaczenia
- Medal Sierp i Młot Bohatera Pracy Socjalistycznej (17 lutego 1977)
- Order Lenina (czterokrotnie)
- Order Czerwonego Sztandaru Pracy (trzykrotnie)
- Order Wojny Ojczyźnianej I klasy
- Order Czerwonej Gwiazdy

I medale.